# Lagoa de Marapendi
A Lagoa de Marapendi é uma lagoa que se situa no bairro da Barra da Tijuca, na Zona Sudoeste do município do Rio de Janeiro, no Brasil. Faz parte do Parque Marapendi.

## Topônimo
"Marapendi" é um termo de origem tupi. Significa "rio do mar raso", através de junção de pará (mar), peb (achatado) e  'y  (rio)

## Características
É imprópria para banho e pesca devido à poluição, apesar de serem atividades ainda presentes. Muito utilizada para a prática de esportes a vela, como windsurf e dingue. Também usada para outros esportes náuticos, como remo e canoagem.
A vegetação mais abundante é o manguezal, com ocorrência do mangue-vermelho, mangue-branco e siriúba. Serve de abrigo a diversas espécies nativas, como crustáceos, garças, patos selvagens e o jacaré-de-papo-amarelo (Caiman latirostris).
É cercada pela Reserva de Marapendi, uma reserva ecológica criada em 1991 na qual podem ser encontrados exemplares de fauna e flora da lagoa circunvizinha.
Com a conclusão das obras do emissário submarino da Barra da Tijuca e de Jacarepaguá, a lagoa parou de receber o esgoto dos condomínios vizinhos, estando atualmente em processo natural de limpeza das suas águas, já sendo encontradas águas melhores no canal sentido Recreio dos Bandeirantes e o aparecimento de espécies nativas nessa área, como siris, peixes, colhereiros e jacarés.